# Livr’Arbitres
Livr'Arbitres est une revue littéraire française fondée en 2009 par Patrick Wagner. La revue traite de littérature générale, mais aussi de poésie, de bande-dessinée et de cinéma. Classée comme « nationaliste » par le politologue Jean-Yves Camus, spécialiste de l'extrême droite. Se décrivant elle-même comme « la revue du pays réel », reprenant ainsi un concept popularisé par Charles Maurras, sa rédaction comprend des figures de la presse d'extrême droite (Francis Bergeron ou encore Xavier Éman, rédacteur en chef connu pour sa proximité avec le Bastion social) et se singularise par la place qu'elle accorde aux penseurs et auteurs de ce courant politique.
Son premier numéro s'illustre ainsi par un article de l'académicien Michel Déon, qui fut secrétaire de rédaction à l’Action française auprès de Charles Maurras au tout début de sa carrière, mais est également un écrivain célèbre et respecté dont l'œuvre romanesque n'a rien de politique. De nombreux media nullement ancrés à droite lui ont consacré des articles et entretiens. <ref>Michel Déon, écrivain et académicien, est mort, sur Le Monde (consulté le 19 juin 2025) </ref>. Elle publie un entretien posthume avec Robert Brasillach, ex-membre de l'Action française condamné et fusillé en 1945 pour « intelligence avec l'ennemi ».
Les hors-séries de la revue, publiés au printemps, sont depuis 2018 consacrés à la publication des actes de l'Institut Iliade, cercle de réflexion français d'extrême droite, fondé en 2014, qui appartient à la mouvance identitaire.